# John Gretton, 1. Baron Gretton
John Gretton, 1. Baron Gretton, CBE, PC (* 1. September 1867 in Newton Solney; † 2. Juni 1947 in Melton Mowbray) war ein britischer Segler und Politiker der Conservative Party. Er gehörte von 1895 bis 1943 dem House of Commons und ab 1944 dem House of Lords an.

## Werdegang
John Gretton, der die Harrow School besuchte und bei der Royal Yacht Squadron segelte, nahm an den Olympischen Spielen 1900 in Paris teil, wo er in drei Wettbewerben als Crewmitglied der Scotia antrat. In der gemeinsamen Wettfahrt erreichte die Scotia zwei Minuten vor der Aschenbrödel aus Deutschland als erstes Boot das Ziel, womit Gretton ebenso wie Skipper Algernon Maudslay und seine übrigen Crewmitglieder Linton Hope, der die Scotia entworfen hatte, und Schiffseigner Lorne Currie Olympiasieger wurde. In der Bootsklasse 0,5 bis 1 Tonne gelang ihnen in der ersten Wettfahrt ein weiterer Olympiasieg, während sie in der zweiten Wettfahrt als Viertplatzierte eine erneute Podiumsplatzierung verpassten.
Von 1895 bis 1906 war er als Abgeordneter für South Derbyshire Mitglied des House of Commons. Zudem bekleidete er die Ämter von Derbyshires Justice of the Peace und Deputy Lieutenant. Auch in Leicestershire fungierte er zeitweise als Justice of the Peace sowie ab 1929 als Deputy Lieutenant. Von 1907 bis 1918 war Gretton Parlamentsabgeordneter für Rutland, sowie von 1918 bis 1943 für Burton. Gretton diente als Offizier in der British Army und stieg dort bis zum Lieutenant Colonel auf. 1907 wurde er zum Honorary Colonel des 6. Bataillons des North Staffordshire Regiment ernannt. Zudem nahm er am Ersten Weltkrieg teil, ehe er 1922 aus dem Militärdienst entlassen wurde. 1919 wurde er als Commander des Order of the British Empire ausgezeichnet und 1926 ins Privy Council berufen. Im Juni 1928 wurde er als Officer des Order of Saint John ausgezeichnet. Am 27. Januar 1944 wurde er als Baron Gretton, of Stapleford in the County of Leicester, zum erblichen Peer erhoben und wurde dadurch Mitglied des House of Lords.
Gretton war von 1908 bis 1945 Vorstandsvorsitzender der Brauerei Bass, Ratcliff and Gretton in Burton upon Trent. Er war verheiratet und hatte drei Kinder.